# 源石和輝 モルゲン!!
『源石和輝 モルゲン!!』（げんいしかずてる モルゲン!!）は、東海ラジオで放送されていた朝の情報番組。2010年4月5日放送開始、2014年9月26日放送終了。放送期間は4年半（234週）であり、放送回数は放送休止1回を除いた1169回。

## 概要
- 「朝を刺激的に」
- 「朝ラジオ習慣」
- 「情報をリズミカルに」

をコンセプトとし、ニュース・天気予報・交通情報を概ね20分毎にフォーマットラジオ形式で伝え、その合間にコーナーを放送するという、各種情報を中心とした構成を取っていた。番組名の「モルゲン」とはドイツ語で「朝」を意味するほか、パーソナリティ・源石和輝の名字にも引っかけたもの。
前番組『小島一宏 モーニングあいランド』とは一線を画して 「爽やかさゼロ」「朝の深夜番組」「毎日が最終回」とも称しており、後述のオープニングコールや番組内の企画、更には番組内で時たま飛び出す源石の暴走気味な発言などに源石がかつてパーソナリティーを務めた深夜番組である『流石の源石』の面影を窺い知ることができた。 
番組に対する意見・感想等のメッセージはメール・FAX・電話・葉書に加え、東海ラジオ初公式のTwitterからのツイート募集も行っていた。

## 放送時間
- 6:30 - 9:00（2010年4月5日 - 2012年9月28日）
- 6:00 - 9:00（2012年10月1日 - 2013年9月27日）
- 6:00 - 8:00（2013年9月30日[注 2] - 2014年9月26日）

## パーソナリティ
- 源石和輝（東海ラジオアナウンサー）

※源石欠席時の体制については後述（#モルロト）。

### アシスタント
番組開始 - 2012年3月
- 佐藤友香（出演当時 東海ラジオアナウンサー）

2012年4月 - 2013年9月
佐藤が結婚・退社のため番組を降板。後任は5人の女性パーソナリティが曜日ごとに担当。
- 月曜 - 桐生順子（フリーアナウンサー、元中京テレビアナウンサー）
- 火曜 - 稲葉寿美（フリーアナウンサー、元東海テレビアナウンサー）
- 水曜 - 森由貴子（タレント）　※小島一宏 モーニングッド!（2017年10月放送開始の東海ラジオ朝ワイド）アシスタント
- 木曜 - 若杉直美（フリーアナウンサー、元名古屋テレビアナウンサー）
- 金曜 - 堀真理子（タレント）
  - 通称「モルゲン五姉妹[注 3]」。
  - 過去にワイド番組を担当していた若杉[注 4]を除く4人は、モルゲンが東海ラジオ初出演だった。森のみ2017年10月現在も東海ラジオに出演中[注 5]。

## 放送内容
開始時刻はオープニングを除き概ねのもの。放送終了時点。
| 時   | 月曜日 （桐生順子） | 火曜日 （稲葉寿美） | 水曜日 （森由貴子） | 木曜日 （若杉直美） | 金曜日 （堀真理子） |
| ---- | --- | --- | --- | --- | --- |
| 6:00 | オープニング 時報後、源石が「起きろー!」とオープニングコールを叫び、次いでアシスタントが放送日の日付と曜日をアナウンスする。後述の「情報モルゲン600」を放送後に再度揃って挨拶し、オープニングトークを行う。 佐藤がパーソナリティを勤めていた時期の毎月1日を「モルゲンの日」（「ル」にアクセント、「盛る」と同じ音）と定め、番組名のジングルは通常と異なっていた。これは、2010年6月1日の放送で佐藤が「モルゲン」のイントネーションを誤ったことが源石の爆笑を誘い、その時の音源がそのまま採用されたものである。 | オープニング 時報後、源石が「起きろー!」とオープニングコールを叫び、次いでアシスタントが放送日の日付と曜日をアナウンスする。後述の「情報モルゲン600」を放送後に再度揃って挨拶し、オープニングトークを行う。 佐藤がパーソナリティを勤めていた時期の毎月1日を「モルゲンの日」（「ル」にアクセント、「盛る」と同じ音）と定め、番組名のジングルは通常と異なっていた。これは、2010年6月1日の放送で佐藤が「モルゲン」のイントネーションを誤ったことが源石の爆笑を誘い、その時の音源がそのまま採用されたものである。 | オープニング 時報後、源石が「起きろー!」とオープニングコールを叫び、次いでアシスタントが放送日の日付と曜日をアナウンスする。後述の「情報モルゲン600」を放送後に再度揃って挨拶し、オープニングトークを行う。 佐藤がパーソナリティを勤めていた時期の毎月1日を「モルゲンの日」（「ル」にアクセント、「盛る」と同じ音）と定め、番組名のジングルは通常と異なっていた。これは、2010年6月1日の放送で佐藤が「モルゲン」のイントネーションを誤ったことが源石の爆笑を誘い、その時の音源がそのまま採用されたものである。 | オープニング 時報後、源石が「起きろー!」とオープニングコールを叫び、次いでアシスタントが放送日の日付と曜日をアナウンスする。後述の「情報モルゲン600」を放送後に再度揃って挨拶し、オープニングトークを行う。 佐藤がパーソナリティを勤めていた時期の毎月1日を「モルゲンの日」（「ル」にアクセント、「盛る」と同じ音）と定め、番組名のジングルは通常と異なっていた。これは、2010年6月1日の放送で佐藤が「モルゲン」のイントネーションを誤ったことが源石の爆笑を誘い、その時の音源がそのまま採用されたものである。 | オープニング 時報後、源石が「起きろー!」とオープニングコールを叫び、次いでアシスタントが放送日の日付と曜日をアナウンスする。後述の「情報モルゲン600」を放送後に再度揃って挨拶し、オープニングトークを行う。 佐藤がパーソナリティを勤めていた時期の毎月1日を「モルゲンの日」（「ル」にアクセント、「盛る」と同じ音）と定め、番組名のジングルは通常と異なっていた。これは、2010年6月1日の放送で佐藤が「モルゲン」のイントネーションを誤ったことが源石の爆笑を誘い、その時の音源がそのまま採用されたものである。 |
| 6:00 | 情報モルゲン600 『ニュースヘッドライン・天気予報・道路交通情報・鉄道運行情報』を1セットにして情報を伝える。以後、放送時間を示す「600」の部分を変えて約20分ごとに繰り返されるが、同じ内容のニュースの繰り返しではなく、時間帯ごとに内容は異なる。 道路交通情報は6時台は源石が原稿を読み上げ、7時台は名古屋センターから発信されている。 | | | | |
| 6:06 | 続・飛び出せモルゲン 当日のニュースに関連したテーマで意見を集める。この時間帯にテーマを発表し、番組スタッフの学生、通称モルレンジャーが東海ラジオから近い栄へ街頭インタビューに出発する（集計結果は番組最後に発表）。並行してTwitterやメール、FAXでも意見を募集し、番組中に随時紹介される。テーマ曲は太陽がくれた季節（日テレ系で放送されたドラマ・『飛び出せ!青春』の主題歌）。台風や大雪の日はインタビューを中止し、名古屋駅などターミナルへ出かけて鉄道情報などのレポートを行うこともある。 | 続・飛び出せモルゲン 当日のニュースに関連したテーマで意見を集める。この時間帯にテーマを発表し、番組スタッフの学生、通称モルレンジャーが東海ラジオから近い栄へ街頭インタビューに出発する（集計結果は番組最後に発表）。並行してTwitterやメール、FAXでも意見を募集し、番組中に随時紹介される。テーマ曲は太陽がくれた季節（日テレ系で放送されたドラマ・『飛び出せ!青春』の主題歌）。台風や大雪の日はインタビューを中止し、名古屋駅などターミナルへ出かけて鉄道情報などのレポートを行うこともある。 | 続・飛び出せモルゲン 当日のニュースに関連したテーマで意見を集める。この時間帯にテーマを発表し、番組スタッフの学生、通称モルレンジャーが東海ラジオから近い栄へ街頭インタビューに出発する（集計結果は番組最後に発表）。並行してTwitterやメール、FAXでも意見を募集し、番組中に随時紹介される。テーマ曲は太陽がくれた季節（日テレ系で放送されたドラマ・『飛び出せ!青春』の主題歌）。台風や大雪の日はインタビューを中止し、名古屋駅などターミナルへ出かけて鉄道情報などのレポートを行うこともある。 | 続・飛び出せモルゲン 当日のニュースに関連したテーマで意見を集める。この時間帯にテーマを発表し、番組スタッフの学生、通称モルレンジャーが東海ラジオから近い栄へ街頭インタビューに出発する（集計結果は番組最後に発表）。並行してTwitterやメール、FAXでも意見を募集し、番組中に随時紹介される。テーマ曲は太陽がくれた季節（日テレ系で放送されたドラマ・『飛び出せ!青春』の主題歌）。台風や大雪の日はインタビューを中止し、名古屋駅などターミナルへ出かけて鉄道情報などのレポートを行うこともある。 | 続・飛び出せモルゲン 当日のニュースに関連したテーマで意見を集める。この時間帯にテーマを発表し、番組スタッフの学生、通称モルレンジャーが東海ラジオから近い栄へ街頭インタビューに出発する（集計結果は番組最後に発表）。並行してTwitterやメール、FAXでも意見を募集し、番組中に随時紹介される。テーマ曲は太陽がくれた季節（日テレ系で放送されたドラマ・『飛び出せ!青春』の主題歌）。台風や大雪の日はインタビューを中止し、名古屋駅などターミナルへ出かけて鉄道情報などのレポートを行うこともある。 |
| 6:10 | 大槻彰の健康大好き | ひろげるモルゲン 新聞各紙の1面記事を紹介し、各新聞の視点や記事の取り上げ方を紹介する。 | ひろげるモルゲン 新聞各紙の1面記事を紹介し、各新聞の視点や記事の取り上げ方を紹介する。 | ひろげるモルゲン 新聞各紙の1面記事を紹介し、各新聞の視点や記事の取り上げ方を紹介する。 | ひろげるモルゲン 新聞各紙の1面記事を紹介し、各新聞の視点や記事の取り上げ方を紹介する。 |
| 6:15 | 引き続き大槻彰の健康大好き ( - 6：25) | モルゲンムジーク（1回目） 「続・飛び出せモルゲン」のテーマに沿ったものや東海ラジオのパワープレイ「RUSH HOUR」に指定された曲を流す。 | モルゲンムジーク（1回目） 「続・飛び出せモルゲン」のテーマに沿ったものや東海ラジオのパワープレイ「RUSH HOUR」に指定された曲を流す。 | モルゲンムジーク（1回目） 「続・飛び出せモルゲン」のテーマに沿ったものや東海ラジオのパワープレイ「RUSH HOUR」に指定された曲を流す。 | モルゲンムジーク（1回目） 「続・飛び出せモルゲン」のテーマに沿ったものや東海ラジオのパワープレイ「RUSH HOUR」に指定された曲を流す。 |
| 6:20 | 情報モルゲン620（月曜のみ 6:25 - ） | 情報モルゲン620（月曜のみ 6:25 - ） | 情報モルゲン620（月曜のみ 6:25 - ） | 情報モルゲン620（月曜のみ 6:25 - ） | 情報モルゲン620（月曜のみ 6:25 - ） |
| 6:25 | 快適生活 ラジオショッピング(月曜のみ6:29 - ) | 快適生活 ラジオショッピング(月曜のみ6:29 - ) | 快適生活 ラジオショッピング(月曜のみ6:29 - ) | 快適生活 ラジオショッピング(月曜のみ6:29 - ) | 快適生活 ラジオショッピング(月曜のみ6:29 - ) |
| 6:29 | モルゲン体操(月曜のみ6:33 -) リスナーの自宅に電話をつなぎ、クロストークを行ないつつ『モルゲン体操』（振付：岐阜県瑞穂市の整体師、音楽：杉浦哲郎）を行う。参加者には3000円分の商品券がプレゼントされる。体操は第一から第四まで存在し、第一～第三までは曲があるが、第四の曲は開始から1年以上経過した現在も制作されないままで、源石が口頭で体操の動作工程を説明しながら進める。前コーナー「モルゲンコール」に比べて、リスナーとのフリートーク時間は大幅に減少した。コーナーの最後、リスナーに「モルゲン!!」とタイトルコールをしてもらい、コーナーは終了する。 2014年4月より、月曜日と金曜日は予めリスナーへ電話をつなげず、スタジオの2人だけでコーナーを進行することが増えた。これを一部リスナーがTwitterで「無観衆試合」と揶揄していたが、源石も2014年6月頃から自ら「無観衆試合」と発言するようになった。また、2014年4月以降は東海ラジオ開局55周年記念企画として、この時間帯に「早がけクイズ」を行うため、5の付く日は休止となる。。 | モルゲン体操(月曜のみ6:33 -) リスナーの自宅に電話をつなぎ、クロストークを行ないつつ『モルゲン体操』（振付：岐阜県瑞穂市の整体師、音楽：杉浦哲郎）を行う。参加者には3000円分の商品券がプレゼントされる。体操は第一から第四まで存在し、第一～第三までは曲があるが、第四の曲は開始から1年以上経過した現在も制作されないままで、源石が口頭で体操の動作工程を説明しながら進める。前コーナー「モルゲンコール」に比べて、リスナーとのフリートーク時間は大幅に減少した。コーナーの最後、リスナーに「モルゲン!!」とタイトルコールをしてもらい、コーナーは終了する。 2014年4月より、月曜日と金曜日は予めリスナーへ電話をつなげず、スタジオの2人だけでコーナーを進行することが増えた。これを一部リスナーがTwitterで「無観衆試合」と揶揄していたが、源石も2014年6月頃から自ら「無観衆試合」と発言するようになった。また、2014年4月以降は東海ラジオ開局55周年記念企画として、この時間帯に「早がけクイズ」を行うため、5の付く日は休止となる。。 | モルゲン体操(月曜のみ6:33 -) リスナーの自宅に電話をつなぎ、クロストークを行ないつつ『モルゲン体操』（振付：岐阜県瑞穂市の整体師、音楽：杉浦哲郎）を行う。参加者には3000円分の商品券がプレゼントされる。体操は第一から第四まで存在し、第一～第三までは曲があるが、第四の曲は開始から1年以上経過した現在も制作されないままで、源石が口頭で体操の動作工程を説明しながら進める。前コーナー「モルゲンコール」に比べて、リスナーとのフリートーク時間は大幅に減少した。コーナーの最後、リスナーに「モルゲン!!」とタイトルコールをしてもらい、コーナーは終了する。 2014年4月より、月曜日と金曜日は予めリスナーへ電話をつなげず、スタジオの2人だけでコーナーを進行することが増えた。これを一部リスナーがTwitterで「無観衆試合」と揶揄していたが、源石も2014年6月頃から自ら「無観衆試合」と発言するようになった。また、2014年4月以降は東海ラジオ開局55周年記念企画として、この時間帯に「早がけクイズ」を行うため、5の付く日は休止となる。。 | モルゲン体操(月曜のみ6:33 -) リスナーの自宅に電話をつなぎ、クロストークを行ないつつ『モルゲン体操』（振付：岐阜県瑞穂市の整体師、音楽：杉浦哲郎）を行う。参加者には3000円分の商品券がプレゼントされる。体操は第一から第四まで存在し、第一～第三までは曲があるが、第四の曲は開始から1年以上経過した現在も制作されないままで、源石が口頭で体操の動作工程を説明しながら進める。前コーナー「モルゲンコール」に比べて、リスナーとのフリートーク時間は大幅に減少した。コーナーの最後、リスナーに「モルゲン!!」とタイトルコールをしてもらい、コーナーは終了する。 2014年4月より、月曜日と金曜日は予めリスナーへ電話をつなげず、スタジオの2人だけでコーナーを進行することが増えた。これを一部リスナーがTwitterで「無観衆試合」と揶揄していたが、源石も2014年6月頃から自ら「無観衆試合」と発言するようになった。また、2014年4月以降は東海ラジオ開局55周年記念企画として、この時間帯に「早がけクイズ」を行うため、5の付く日は休止となる。。 | モルゲン体操(月曜のみ6:33 -) リスナーの自宅に電話をつなぎ、クロストークを行ないつつ『モルゲン体操』（振付：岐阜県瑞穂市の整体師、音楽：杉浦哲郎）を行う。参加者には3000円分の商品券がプレゼントされる。体操は第一から第四まで存在し、第一～第三までは曲があるが、第四の曲は開始から1年以上経過した現在も制作されないままで、源石が口頭で体操の動作工程を説明しながら進める。前コーナー「モルゲンコール」に比べて、リスナーとのフリートーク時間は大幅に減少した。コーナーの最後、リスナーに「モルゲン!!」とタイトルコールをしてもらい、コーナーは終了する。 2014年4月より、月曜日と金曜日は予めリスナーへ電話をつなげず、スタジオの2人だけでコーナーを進行することが増えた。これを一部リスナーがTwitterで「無観衆試合」と揶揄していたが、源石も2014年6月頃から自ら「無観衆試合」と発言するようになった。また、2014年4月以降は東海ラジオ開局55周年記念企画として、この時間帯に「早がけクイズ」を行うため、5の付く日は休止となる。。 |
| 6:36 | モルゲンムジーク（2回目） 流す楽曲は1回目と異なる。 | モルゲンムジーク（2回目） 流す楽曲は1回目と異なる。 | モルゲンムジーク（2回目） 流す楽曲は1回目と異なる。 | モルゲンムジーク（2回目） 流す楽曲は1回目と異なる。 | モルゲンムジーク（2回目） 流す楽曲は1回目と異なる。 |
| 6:38 | 情報モルゲン640 次コーナーが直後に控えているため、ヘッドラインニュースの項目数は他の時間に比べて少ないほか、交通情報は高速道路の状況のみ取り上げる。 | 情報モルゲン640 次コーナーが直後に控えているため、ヘッドラインニュースの項目数は他の時間に比べて少ないほか、交通情報は高速道路の状況のみ取り上げる。 | 情報モルゲン640 次コーナーが直後に控えているため、ヘッドラインニュースの項目数は他の時間に比べて少ないほか、交通情報は高速道路の状況のみ取り上げる。 | 情報モルゲン640 次コーナーが直後に控えているため、ヘッドラインニュースの項目数は他の時間に比べて少ないほか、交通情報は高速道路の状況のみ取り上げる。 | 情報モルゲン640 次コーナーが直後に控えているため、ヘッドラインニュースの項目数は他の時間に比べて少ないほか、交通情報は高速道路の状況のみ取り上げる。 |
| 6:42 | あさナビ(ニッポン放送制作) | あさナビ(ニッポン放送制作) | あさナビ(ニッポン放送制作) | あさナビ(ニッポン放送制作) | あさナビ(ニッポン放送制作) |
| 6:49 | 日替わりコーナー枠 | 日替わりコーナー枠 | 日替わりコーナー枠 | 日替わりコーナー枠 | 日替わりコーナー枠 |
| 6:49 | ビジネスモルゲン 経済評論家の藤沢久美と西村晃が隔週交代で電話出演し、企業の新しいサービスやユニークな経営方針などを紹介する。東海地方の地元企業を取り上げることも多い。 5週目に当てはまる場合はコーナー休止。 | Japan Quality 日刊工業新聞名古屋支社長に電話をつなぎ、ここ1週間の同紙紙面から注目すべき記事を紹介してもらう。 | 愛知県からのお知らせ | 岐阜県からのお知らせ | 三重県からのお知らせ |
| 6:52 | 引き続きビジネスモルゲン 5週目のみひろげてふかめるモルゲンとして新聞各紙の紙面紹介 | ふかめるモルゲン 中部経済新聞・日経MJ（発行日のみ）などの経済紙の見出しや内容を紹介する。 | ふかめるモルゲン 中部経済新聞・日経MJ（発行日のみ）などの経済紙の見出しや内容を紹介する。 | ふかめるモルゲン 中部経済新聞・日経MJ（発行日のみ）などの経済紙の見出しや内容を紹介する。 | ふかめるモルゲン 中部経済新聞・日経MJ（発行日のみ）などの経済紙の見出しや内容を紹介する。 |
| 6:55 | JFマリンバンク海の天気予報 この時間は漁港のある形原（蒲郡市）・舞阪（浜松市）・尾鷲（尾鷲市）の満潮と干潮の時間を紹介する。 | JFマリンバンク海の天気予報 この時間は漁港のある形原（蒲郡市）・舞阪（浜松市）・尾鷲（尾鷲市）の満潮と干潮の時間を紹介する。 | JFマリンバンク海の天気予報 この時間は漁港のある形原（蒲郡市）・舞阪（浜松市）・尾鷲（尾鷲市）の満潮と干潮の時間を紹介する。 | JFマリンバンク海の天気予報 この時間は漁港のある形原（蒲郡市）・舞阪（浜松市）・尾鷲（尾鷲市）の満潮と干潮の時間を紹介する。 | JFマリンバンク海の天気予報 この時間は漁港のある形原（蒲郡市）・舞阪（浜松市）・尾鷲（尾鷲市）の満潮と干潮の時間を紹介する。 |
| 7:00 | 情報モルゲン700 この時間はスポーツ・芸能ニュースが多く取り上げられる。2014年4月からは7時より1分程度、同局の開局55周年企画ミニコーナー「Go Go!SCHOOL」放送のため、7時2分ごろからの放送となっている。 | 情報モルゲン700 この時間はスポーツ・芸能ニュースが多く取り上げられる。2014年4月からは7時より1分程度、同局の開局55周年企画ミニコーナー「Go Go!SCHOOL」放送のため、7時2分ごろからの放送となっている。 | 情報モルゲン700 この時間はスポーツ・芸能ニュースが多く取り上げられる。2014年4月からは7時より1分程度、同局の開局55周年企画ミニコーナー「Go Go!SCHOOL」放送のため、7時2分ごろからの放送となっている。 | 情報モルゲン700 この時間はスポーツ・芸能ニュースが多く取り上げられる。2014年4月からは7時より1分程度、同局の開局55周年企画ミニコーナー「Go Go!SCHOOL」放送のため、7時2分ごろからの放送となっている。 | 情報モルゲン700 この時間はスポーツ・芸能ニュースが多く取り上げられる。2014年4月からは7時より1分程度、同局の開局55周年企画ミニコーナー「Go Go!SCHOOL」放送のため、7時2分ごろからの放送となっている。 |
| 7:05 | くらべるモルゲン 「ひろげるモルゲン」で取り上げた一般紙朝刊7紙の社説を取り上げて比較する。各紙とも取り上げている主題テーマだけは読み上げる。社説の内容が各紙とも同じ内容や論調だと社説をあえて取り上げないこともある。源石は産経新聞に時間を割いて取り上げることが多い。社説と関係なくても、火曜日は中日新聞2面に掲載される佐藤正明の風刺漫画を取り上げることが多い。この枠内でニッポン放送の企画ネットコーナー『お早うネットワーク』枠のCMが放送されている。 | くらべるモルゲン 「ひろげるモルゲン」で取り上げた一般紙朝刊7紙の社説を取り上げて比較する。各紙とも取り上げている主題テーマだけは読み上げる。社説の内容が各紙とも同じ内容や論調だと社説をあえて取り上げないこともある。源石は産経新聞に時間を割いて取り上げることが多い。社説と関係なくても、火曜日は中日新聞2面に掲載される佐藤正明の風刺漫画を取り上げることが多い。この枠内でニッポン放送の企画ネットコーナー『お早うネットワーク』枠のCMが放送されている。 | くらべるモルゲン 「ひろげるモルゲン」で取り上げた一般紙朝刊7紙の社説を取り上げて比較する。各紙とも取り上げている主題テーマだけは読み上げる。社説の内容が各紙とも同じ内容や論調だと社説をあえて取り上げないこともある。源石は産経新聞に時間を割いて取り上げることが多い。社説と関係なくても、火曜日は中日新聞2面に掲載される佐藤正明の風刺漫画を取り上げることが多い。この枠内でニッポン放送の企画ネットコーナー『お早うネットワーク』枠のCMが放送されている。 | くらべるモルゲン 「ひろげるモルゲン」で取り上げた一般紙朝刊7紙の社説を取り上げて比較する。各紙とも取り上げている主題テーマだけは読み上げる。社説の内容が各紙とも同じ内容や論調だと社説をあえて取り上げないこともある。源石は産経新聞に時間を割いて取り上げることが多い。社説と関係なくても、火曜日は中日新聞2面に掲載される佐藤正明の風刺漫画を取り上げることが多い。この枠内でニッポン放送の企画ネットコーナー『お早うネットワーク』枠のCMが放送されている。 | くらべるモルゲン 「ひろげるモルゲン」で取り上げた一般紙朝刊7紙の社説を取り上げて比較する。各紙とも取り上げている主題テーマだけは読み上げる。社説の内容が各紙とも同じ内容や論調だと社説をあえて取り上げないこともある。源石は産経新聞に時間を割いて取り上げることが多い。社説と関係なくても、火曜日は中日新聞2面に掲載される佐藤正明の風刺漫画を取り上げることが多い。この枠内でニッポン放送の企画ネットコーナー『お早うネットワーク』枠のCMが放送されている。 |
| 7:14 | 下川みくにのがんばれエコリーマン! | 下川みくにのがんばれエコリーマン! | 下川みくにのがんばれエコリーマン! | 下川みくにのがんばれエコリーマン! | 下川みくにのがんばれエコリーマン! |
| 7:20 | 情報モルゲン720 | 情報モルゲン720 | 情報モルゲン720 | 情報モルゲン720 | 情報モルゲン720 |
| 7:26 | モルゲンジャーナル 日替わりコメンテーターが電話出演し、その時々に応じた事象について解説する。現時点では前番組のキャスティングをそのまま継承している。 | モルゲンジャーナル 日替わりコメンテーターが電話出演し、その時々に応じた事象について解説する。現時点では前番組のキャスティングをそのまま継承している。 | モルゲンジャーナル 日替わりコメンテーターが電話出演し、その時々に応じた事象について解説する。現時点では前番組のキャスティングをそのまま継承している。 | モルゲンジャーナル 日替わりコメンテーターが電話出演し、その時々に応じた事象について解説する。現時点では前番組のキャスティングをそのまま継承している。 | モルゲンジャーナル 日替わりコメンテーターが電話出演し、その時々に応じた事象について解説する。現時点では前番組のキャスティングをそのまま継承している。 |
| 7:26 | 社会：大谷昭宏 | 国際：高野孟 | 経済：内田俊宏 | 政治：石井達也 （共同通信社論説委員） | 週替わりのコメンテーター ゲストコーナーとしての役割も担っており、著名人が出演することもある。 |
| 7:35 | モルゲンムジーク（3回目） 流す楽曲は1・2回目と異なる。「モルゲンジャーナル」が長引いた場合は休止。水曜と金曜は毎回流れるが、月・火・木の各曜日は流れないことが多く、特に木曜日に流れることはめったにない。 | モルゲンムジーク（3回目） 流す楽曲は1・2回目と異なる。「モルゲンジャーナル」が長引いた場合は休止。水曜と金曜は毎回流れるが、月・火・木の各曜日は流れないことが多く、特に木曜日に流れることはめったにない。 | モルゲンムジーク（3回目） 流す楽曲は1・2回目と異なる。「モルゲンジャーナル」が長引いた場合は休止。水曜と金曜は毎回流れるが、月・火・木の各曜日は流れないことが多く、特に木曜日に流れることはめったにない。 | モルゲンムジーク（3回目） 流す楽曲は1・2回目と異なる。「モルゲンジャーナル」が長引いた場合は休止。水曜と金曜は毎回流れるが、月・火・木の各曜日は流れないことが多く、特に木曜日に流れることはめったにない。 | モルゲンムジーク（3回目） 流す楽曲は1・2回目と異なる。「モルゲンジャーナル」が長引いた場合は休止。水曜と金曜は毎回流れるが、月・火・木の各曜日は流れないことが多く、特に木曜日に流れることはめったにない。 |
| 7:40 | 情報モルゲン740 この時間帯は海外の話題も多く取り上げられる。 | 情報モルゲン740 この時間帯は海外の話題も多く取り上げられる。 | 情報モルゲン740 この時間帯は海外の話題も多く取り上げられる。 | 情報モルゲン740 この時間帯は海外の話題も多く取り上げられる。 | 情報モルゲン740 この時間帯は海外の話題も多く取り上げられる。 |
| 7:44 | グーテンモルゲン 放送当日の「続・飛び出せモルゲン」のテーマに則ったものを中心にリスナーからの意見を取り上げる。 インフォマーシャル「さわやかインフォメーション」を放送するため、中止の場合もある。 | グーテンモルゲン 放送当日の「続・飛び出せモルゲン」のテーマに則ったものを中心にリスナーからの意見を取り上げる。 インフォマーシャル「さわやかインフォメーション」を放送するため、中止の場合もある。 | グーテンモルゲン 放送当日の「続・飛び出せモルゲン」のテーマに則ったものを中心にリスナーからの意見を取り上げる。 インフォマーシャル「さわやかインフォメーション」を放送するため、中止の場合もある。 | グーテンモルゲン 放送当日の「続・飛び出せモルゲン」のテーマに則ったものを中心にリスナーからの意見を取り上げる。 インフォマーシャル「さわやかインフォメーション」を放送するため、中止の場合もある。 | グーテンモルゲン 放送当日の「続・飛び出せモルゲン」のテーマに則ったものを中心にリスナーからの意見を取り上げる。 インフォマーシャル「さわやかインフォメーション」を放送するため、中止の場合もある。 |
| 7:48 | 鈴木杏樹のいってらっしゃい(ニッポン放送制作) | 鈴木杏樹のいってらっしゃい(ニッポン放送制作) | 鈴木杏樹のいってらっしゃい(ニッポン放送制作) | 鈴木杏樹のいってらっしゃい(ニッポン放送制作) | 鈴木杏樹のいってらっしゃい(ニッポン放送制作) |
| 7:52 | 今日のひとりごと 主にTwitterに寄せられた意見を紹介する。モルゲンジャーナルへの批判意見が多く寄せられた（源石はこの現象を「爆釣」と呼ぶ）場合、源石は「○○の釣り針」と称して集中して紹介することもある。 | 今日のひとりごと 主にTwitterに寄せられた意見を紹介する。モルゲンジャーナルへの批判意見が多く寄せられた（源石はこの現象を「爆釣」と呼ぶ）場合、源石は「○○の釣り針」と称して集中して紹介することもある。 | 今日のひとりごと 主にTwitterに寄せられた意見を紹介する。モルゲンジャーナルへの批判意見が多く寄せられた（源石はこの現象を「爆釣」と呼ぶ）場合、源石は「○○の釣り針」と称して集中して紹介することもある。 | 今日のひとりごと 主にTwitterに寄せられた意見を紹介する。モルゲンジャーナルへの批判意見が多く寄せられた（源石はこの現象を「爆釣」と呼ぶ）場合、源石は「○○の釣り針」と称して集中して紹介することもある。 | 今日のひとりごと 主にTwitterに寄せられた意見を紹介する。モルゲンジャーナルへの批判意見が多く寄せられた（源石はこの現象を「爆釣」と呼ぶ）場合、源石は「○○の釣り針」と称して集中して紹介することもある。 |
| 7:52 | エンディング 「続・飛び出せモルゲン」の結果発表と雑感、『矢野きよ実・山浦ひさし 太陽とバナナ』とのクロストークを経て、源石・アシスタント・モルレンジャーの3人で「ビス、モルゲン！」と叫んで番組を締める。 | エンディング 「続・飛び出せモルゲン」の結果発表と雑感、『矢野きよ実・山浦ひさし 太陽とバナナ』とのクロストークを経て、源石・アシスタント・モルレンジャーの3人で「ビス、モルゲン！」と叫んで番組を締める。 | エンディング 「続・飛び出せモルゲン」の結果発表と雑感、『矢野きよ実・山浦ひさし 太陽とバナナ』とのクロストークを経て、源石・アシスタント・モルレンジャーの3人で「ビス、モルゲン！」と叫んで番組を締める。 | エンディング 「続・飛び出せモルゲン」の結果発表と雑感、『矢野きよ実・山浦ひさし 太陽とバナナ』とのクロストークを経て、源石・アシスタント・モルレンジャーの3人で「ビス、モルゲン！」と叫んで番組を締める。 | エンディング 「続・飛び出せモルゲン」の結果発表と雑感、『矢野きよ実・山浦ひさし 太陽とバナナ』とのクロストークを経て、源石・アシスタント・モルレンジャーの3人で「ビス、モルゲン！」と叫んで番組を締める。 |

### 過去のコーナー
現在の編成下での終了コーナー、および後継コーナーが放送されているもの
- 飛び出せモルゲン
2010年4月－2010年9月。前半で東海ラジオの若手アナ[注 16]に源石・佐藤からその日のテーマが告げられ街頭インタビューするように指令を受ける。後半でレポート先から街の様子とともにインタビューの結果を紹介。アナウンサーは曜日ごとに山口由里（月・火）・福本晋悟（水）・角田智美（木・金）の3アナウンサーが担当したが、山口と角田が担当から外れコーナー終了。
- 新・飛び出せモルゲン
2010年10月－2010年12月。福本が1週間通しで担当。前半のテーマ設定も福本が自ら決め街頭インタビューしたが、福本が退社に伴い番組を降板したため[注 17]コーナーも消滅。
- ＼ラジオきいてみた／学校訪問（6時20分＝月曜、6時15分＝火－金曜）
2013年10月-12月。源石ら東海ラジオアナウンサーが放送エリア内の学校で行った公開授業の模様を放送した。

現在の編成となる以前の2013年9月まで放送されていたもの
- 康光岐の心湧くワク愛ことば
暦研究家・創風作家の康光岐が、陰陽五行・暦・易・月・古事記からその日にあったことばを紹介する。前番組でもエンディング手前で「今日のその氣いらんかねー」というコーナー（但しタイムテーブルには記載されていなかった）を担当していた。
- モルゲンかわら版（8時19分）
スポーツ紙から、スポーツ・芸能[注 18]の話題を紹介する。なお源石が阪神タイガースのファンということもあり、中日スポーツと共に、スポーツニッポンや日刊スポーツといった阪神に関するニュース・話題を1面載せることが多いスポーツ紙を取り上げる頻度が高かった。アシスタントが中日ドラゴンズに関する話題、源石が阪神に関する話題を主に紹介していた。
- とれトレモルゲン（8時33分）
とれたてのトレンド、新製品（スタジオに持ち込み、実際に試す）や新サービス（取材レポート形式で紹介する）を紹介した。
- カフェ・ドゥ・モルゲン（8時45分）
月・金曜は源石とアシスタントによるフリートークや番組への意見紹介、番組に関する情報を告知。火－木曜はゲストを迎えたトークコーナーとして放送された。
月末の放送では「クレーム博覧会」と題し、番組へ寄せられたクレームを読み上げ、それに対して源石が「オカマのげげちゃん」というキャラクターの態でコメントを行ったが、送られたクレームに対し源石が(げげちゃんとして)一刀両断にしたり毒付くことも少なくなかった。

## 特別企画
源石や番組スタッフのノリで、節あるごとにさまざまな特別企画が行われている。
アシスタント選挙
2010年9月6日～9月10日までの1週間、佐藤の夏季休暇に伴い、飛び出せモルゲン担当のアナウンサーが、リスナーからの投票によりアシスタントを決める第1回選挙が8月19日9時～8月23日9時までの期間の間行われた。番組公式ブログで各候補者のマニフェストを発表するなど、番組の１特別企画に過ぎなかったが一般の選挙とほぼ同様のシステム（投票者の中で懸賞がかかっていた点を除き）で実施された。
その後開票が行われ、角田が47票と他の2人を圧倒したが、ドント式議席配分により、一旦、角田と山口に2日ずつ福本に1日配分された。しかし福本が「やまドル!BB」2010年8月24日分で選挙活動を行っていた事が判明。番組独自の選挙要項と選挙管理委員会の判断により、福本に対し割り当てられた1日を没収し（角田に配分）、期間中の飛び出せモルゲンを5日間担当させる処分を下した。なお番組内で教唆した山崎聡子にも連座制を適用する処分を下した。その処分の内容は、収録済みであった「やまドル!BB」2010年8月31日分を丸ごとお蔵入りにした上、源石・佐藤による「モルドル!BB」が代わりに配信されるというものだった。
大盛源旅行
番組のオフィシャルツアー。「だいモルゲンツアー」と読む。
2012年はタイ、2013年はベトナムへ源石がリスナーを引率しそれぞれの国内を回った。2014年は韓国ツアーが予定されている。

### モルロト
女子会モルゲン・モルロト
2011年2月28日～3月4日までの1週間源石が休暇を取得し番組を休んだが、雛祭に引っ掛けて「女だらけのモルゲン!!ポロリもあるよ」と称し東海ラジオの女性アナウンサーが代役を務めた。この代打の編成は各曜日の放送開始まで公表されず、源石の休暇前に「モルロト」と称した各曜日の代打アナウンサー当てクイズが行われた。対象は佐藤を除く女性アナウンサー7人（青山紀子・深谷里奈・成田香織・山崎聡子・川島葵・角田智美・山口由里）に加えアナウンサーOGの蟹江篤子の8人、的中者のうち1人に賞品が当たる仕組み。代役出演者は28日が角田、1日が成田、2日が山口、3日が深谷、4日が青山であったが、この組み合わせを的中させた者はいなかった。
その後、源石休暇前の放送で急遽「単勝式モルロト」が導入され、翌日の出演者1人だけを当てるクイズが登場した。それ以降源石が番組を休む際は概ね「モルロト」が実施されており、対象も男性アナウンサーを含んだ東海ラジオの所属アナウンサー全員に拡大されているが、スポーツアナウンサーの大澤広樹や森貴俊が代役を務める頻度が高い。2013年12月の源石休暇時は上司にあたる村上和宏が1週間通しで代役を務めた。

### ころがせ!モルゲン!!
ナゴヤ大双六　ころがせ!モルゲン!!
2011年の最初の放送日となった1月3日の放送は、新春特別企画として名古屋市営地下鉄を双六に見立て、源石・佐藤の振るサイコロの目に従いレポーター（源石チーム：山口、佐藤チーム：角田）をコース内の各駅に向かわせ指令をこなしながら新春の名古屋市内をレポートする企画が行われた。双六は東海ラジオ本社をスタート地点となり、同社の最寄駅である栄駅から東山線から名城線22駅を経由して再び栄駅から東海ラジオ本社をゴール地点とするコースで行われた。リスナーは源石・佐藤のどちらが勝者となるかを予想・投票（懸賞つき）する形で参加。しかし番組終了までに山口・角田ともゴールできず、番組終了後角田が先に東海ラジオにもどったため佐藤チームが勝者として確定した。
- なお、2014年5月5日に東海ラジオ開局55周年記念として同様の企画が行われている。

manacaでころがれ!ころがれ!モルゲン!!
2011年2月11日のICカード乗車券manacaの導入にあわせてに放送。番組放送開始前から源石みずからスタジオを飛び出し、名鉄瀬戸線・ゆとりーとライン・名古屋市営地下鉄・あおなみ線を走破した。当初源石一人で回り随時中継も行なっていたが、あおなみ線・金城ふ頭駅で源石の鉄道仲間である三根孝彦（タックイン）・杉浦哲郎（杉ちゃん&鉄平、当時）と鉄道関係の写真集を出版した一般男性の3人と合流して東海ラジオに戻ってきた。なおスタジオは佐藤と女性スタッフの2人で番組を進行した。
昭和でころがれ!モルゲン!!
2011年4月29日の昭和の日に放送。番組放送中に名古屋市内にある「昭和」の名が付くスポットを巡る企画。昭和区役所をスタートし、源石の指令に従い瑞穂区・港区・中川区にある「昭和」の名が付く地名や施設を巡った。レポーターは下岡陽子と女性スタッフ（上述の「manacaでころがれ！ころがれ！モルゲン!!」の日に源石のピンチヒッターとなっている）。本来は番組中に東海ラジオ本社に戻る予定であったが辿りつくことはできなかった。
緑区の中を走り抜けてく ころがせ!モルゲン!!
2011年5月4日のみどりの日に放送。緑色の何かを身に付けた一般リスナーが緑区にある名鉄名古屋本線中京競馬場前駅、東海旅客鉄道（JR東海）東海道本線の南大高駅、名古屋市営地下鉄桜通線徳重駅の3駅に集合し、「名鉄チーム」「JRチーム」「地下鉄チーム」として、源石・佐藤および男性スタッフの振るサイコロの目に従い同社の最寄駅である栄駅を下車して久屋大通公園をゴールとするコースで行われ「名鉄チーム」が優勝した。番組エンディングに源石と男性スタッフが久屋大通公園に駆けつけゴールを出迎えた。なお東海ラジオ出演者・スタッフは同行しなかったが、ノーギャラで三根孝彦が飛び入り参加した。

### 他番組との交流
つボイノリオの聞けば聞くほど（CBCラジオ、2011年1月24日）
「地デジキャプテン」として源石が出演。
東海テレビスーパーニュース（東海テレビ放送、2013年11月21日）
在名ラジオ局統一キャンペーン「＼ラジオきいてみた／」を特集。その一環で当番組が取り上げられ、源石もスタジオ出演した。